# Arany Málna díj a legrosszabb új sztárnak
A legrosszabb új sztár Arany Málna díját (angolul: Golden Raspberry Award for Worst New Star) a Los Angeles-i székhelyű Arany Málna Díj Alapítvány  1982 és 1999 között ítélte oda több száz akadémiai tag szavazata alapján, az előző évben készült és forgalomba került amerikai film fiatal, vagy újonnan felfedezett szereplőjének, akinek játékát a „legrosszabbnak” találták. A díjat 1990-ben nem adták át.
A díjra jelölt öt-öt alkotás listáját minden év elején, az Oscar-díjra jelöltek kihirdetése előtti napon hozták nyilvánosságra. A „nyertes” megnevezése egy hónappal később, az Oscar-gála előtti napon történt, valamelyik hollywoodi vagy Santa Barbara-i rendezvényteremben tartott ünnepség keretében.

## Díjazottak és jelöltek

### 1980-as évek
| Év                 | Színész                             | Színész                            | Magyar cím                               | Eredeti cím                   | Szerep       |
| ------------------ | ----------------------------------- | ---------------------------------- | ---------------------------------------- | ----------------------------- | ------------ |
| - 1982 - (2. gála) |                                     | Klinton Spilsbury                  | Az álarcos lovas legendája               | The Legend of the Lone Ranger | Lone Ranger  |
| - 1982 - (2. gála) | Gary Coleman                        |                                    | On the Right Track                       | Lester                        |              |
| - 1982 - (2. gála) | Martin Hewitt                       | Végtelen szerelem                  | Endless Love                             | David Axelrod                 |              |
| - 1982 - (2. gála) | Mara Hobel                          | Anyu a sztár                       | Mommie Dearest                           | fiatal Christina Crawford     |              |
| - 1982 - (2. gála) | Miles O'Keeffe                      | Tarzan, a majomember               | Tarzan, the Ape Man                      | Tarzan                        |              |
| - 1983 - (3. gála) |                                     | Pia Zadora                         | Lepke                                    | Butterfly                     | Kady Tyler   |
| - 1983 - (3. gála) | Morgan Fairchild                    | A csábítás                         | The Seduction                            | Jamie Douglas                 |              |
| - 1983 - (3. gála) | Luciano Pavarotti                   | Mondj igent Giorgionak!            | Yes, Giorgio                             | Giorgio Fini                  |              |
| - 1983 - (3. gála) | Aileen Quinn                        | Annie                              | Annie                                    | Annie                         |              |
| - 1983 - (3. gála) | Mr. T                               | Rocky III.                         | Rocky III                                | Clubber Lang                  |              |
| - 1984 - (4. gála) |                                     | Lou Ferrigno                       | Herkules, a világ ura                    | Hercules                      | Herkules     |
| - 1984 - (4. gála) | Loni Anderson                       | Tollas futam                       | Stroker Ace                              | Pembrook Feeny                |              |
| - 1984 - (4. gála) | Reb Brown                           |                                    | Il mondo di Yor                          | Yor                           |              |
| - 1984 - (4. gála) | Cindy és Sandy (füttyögő delfinek)  | Cápa 3.                            | Jaws 3-D                                 |                               |              |
| - 1984 - (4. gála) | Finola Hughes                       | Életben maradni                    | Staying Alive                            | Laura                         |              |
| - 1985 - (5. gála) |                                     | Olivia d’Abo                       | Bolero                                   | Bolero                        | Paloma       |
| - 1985 - (5. gála) | Conan, a pusztító                   | Olivia d’Abo                       | Conan the Destroyer                      | Jehnna hercegnő               |              |
| - 1985 - (5. gála) | Michelle Johnson                    | Riói románc                        | Blame It on Rio                          | Jennifer Lyons                |              |
| - 1985 - (5. gála) | Apollonia Kotero                    | Bíboreső                           | Purple Rain                              | Apollonia                     |              |
| - 1985 - (5. gála) | Andrea Occhipinti                   | Bolero                             | Bolero                                   | Angel                         |              |
| - 1985 - (5. gála) | Russell Todd                        | Pasivadászat kezdőknek             | Where the Boys Are '84                   | Scott Nash                    |              |
| - 1986 - (6. gála) |                                     | Brigitte Nielsen                   | Vörös Szonja                             | Red Sonja                     | Vörös Sonja  |
| - 1986 - (6. gála) | Rocky IV.                           | Brigitte Nielsen                   | Rocky IV                                 | Ludmilla Drago                |              |
| - 1986 - (6. gála) | Ariane                              | A sárkány éve                      | Year of the Dragon                       | Tracy Tzu                     |              |
| - 1986 - (6. gála) | új, komputervezérelt Godzilla       |                                    | Godzilla 1985                            |                               |              |
| - 1986 - (6. gála) | Julia Nickson-Soul                  | Rambo II.                          | Rambo: First Blood Part II               | Co-Bao                        |              |
| - 1986 - (6. gála) | Kurt Thomas                         |                                    | Gymkata                                  | Jonathan Cabot                |              |
| - 1987 - (7. gála) |                                     | A hat srác és csaj kacsajelmezben  | Howard, a kacsa                          | Howard the Duck               | Howard kacsa |
| - 1987 - (7. gála) | Joan Chen                           | Tai Pan                            | Tai-Pan                                  | May–May                       |              |
| - 1987 - (7. gála) | Mitch Gaylord                       | Amerikai himnusz                   | American Anthem                          | Steve Tevere                  |              |
| - 1987 - (7. gála) | Kristin Scott Thomas                | A telihold alatt                   | Under the Cherry Moon                    | Mary Sharon                   |              |
| - 1987 - (7. gála) | Brian Thompson                      | Kobra                              | Cobra                                    | Éjszakai Mészáros             |              |
| - 1988 - (8. gála) |                                     | David Mendenhall                   | Túl a csúcson                            | Over the Top                  | Michael Hawk |
| - 1988 - (8. gála) | Barbár fivérek (David és Peter Paul | Barbár fivérek                     | The Barbarians                           | Kutchek és Gore               |              |
| - 1988 - (8. gála) | Garbage Pail Kids                   |                                    | The Garbage Pail Kids Movie              |                               |              |
| - 1988 - (8. gála) | Debra Sandlund                      | Kemény fiúk tánca                  | Tough Guys Don't Dance                   | Patty Lareine                 |              |
| - 1988 - (8. gála) | Jim Varney                          | Ernest táborozni megy              | Ernest Goes to Camp                      | Ernest P. Worrell             |              |
| - 1989 - (9. gála) |                                     | Ronald McDonald                    | Mac, a földönkívüli barát                | Mac and Me                    |              |
| - 1989 - (9. gála) | Don (a beszélő ló)                  | Sürgető ügető                      | Hot to Trot                              |                               |              |
| - 1989 - (9. gála) | Tami Erin                           | Harisnyás Pippi legújabb kalandjai | The New Adventures of Pippi Longstocking | Harisnyás Pippi               |              |
| - 1989 - (9. gála) | Robi Rosa                           | Salsa                              | Salsa                                    | Rico                          |              |
| - 1989 - (9. gála) | Jean-Claude Van Damme               | Véres játék                        | Bloodsport                               | Frank Dux                     |              |

### 1990-es évek
| Év                  | Színész                                                        | Színész                               | Magyar cím                                    | Eredeti cím                               | Szerep          |
| ------------------- | -------------------------------------------------------------- | ------------------------------------- | --------------------------------------------- | ----------------------------------------- | --------------- |
| - 1991 - (11. gála) |                                                                | Sofia Coppola                         | A Keresztapa III.                             | The Godfather Part III                    | Mary Corleone   |
| - 1991 - (11. gála) | Ingrid Chavez                                                  | Az irkafirka híd                      | Graffiti Bridge                               | Aura                                      |                 |
| - 1991 - (11. gála) | Leo Damian                                                     | Szellemképtelenség                    | Ghosts Can't Do It                            | Fausto                                    |                 |
| - 1991 - (11. gála) | Carré Otis                                                     | Vad orchideák                         | Wild Orchid                                   | Emily Reed                                |                 |
| - 1991 - (11. gála) | Donald Trump                                                   | Szellemképtelenség                    | Ghosts Can't Do It                            | önmaga                                    |                 |
| - 1992 - (12. gála) |                                                                | Vanilla Ice                           | Ice Baby                                      | Cool as Ice                               | Johnny Van Owen |
| - 1992 - (12. gála) | Brian Bosworth                                                 | Hideg, mint a kő                      | Stone Cold                                    | Joe Huff / John Stone                     |                 |
| - 1992 - (12. gála) | Milla Jovovich                                                 | Visszatérés a kék lagúnába            | Return to the Blue Lagoon                     | Lilli Hargrave                            |                 |
| - 1992 - (12. gála) | Brian Krause                                                   | Visszatérés a kék lagúnába            | Return to the Blue Lagoon                     | Richard Lestrange, Jr.                    |                 |
| - 1992 - (12. gála) | Kristin Minter                                                 | Ice Baby                              | Cool as Ice                                   | Kathy Winslow                             |                 |
| - 1993 - (13. gála) |                                                                | Pauly Shore                           | Kőbunkó                                       | Encino Man                                | Stoney          |
| - 1993 - (13. gála) | Georges Corraface                                              | Kolumbusz, a felfedező                | Christopher Columbus: The Discovery           | Kolumbusz Kristóf                         |                 |
| - 1993 - (13. gála) | Kevin Costner kefefrizurája                                    | Több mint testőr                      | The Bodyguard                                 |                                           |                 |
| - 1993 - (13. gála) | Whitney Houston                                                | Több mint testőr                      | The Bodyguard                                 | Rachel Marron                             |                 |
| - 1993 - (13. gála) | Sharon Stone „tisztelettel adózása Theodore Cleaver alakjának” | Elemi ösztön                          | Basic Instinct                                |                                           |                 |
| - 1994 - (14. gála) |                                                                | Janet Jackson                         | Hazug igazság                                 | Poetic Justice                            | Justice         |
| - 1994 - (14. gála) | Roberto Benigni                                                | A Rózsaszín Párduc fia                | Son of the Pink Panther                       | Gendarme Jacques Gambrelli                |                 |
| - 1994 - (14. gála) | Mason Gamble                                                   | Dennis, a komisz                      | Dennis the Menace                             | Dennis Mitchell                           |                 |
| - 1994 - (14. gála) | Norman D. Golden II                                            | Hátulgombolós hekus                   | Cop and a Half                                | Devon Butler                              |                 |
| - 1994 - (14. gála) | Austin O'Brien                                                 | Az utolsó akcióhős                    | Last Action Hero                              | Danny Madigan                             |                 |
| - 1995 - (15. gála) |                                                                | Anna Nicole Smith                     | Csupasz pisztoly 33 1/3 – Az utolsó merénylet | Naked Gun 33⅓: The Final Insult           | Tanya Peters    |
| - 1995 - (15. gála) | Jim Carrey                                                     | Ace Ventura: Állati nyomozó           | Ace Ventura: Pet Detective                    | Ace Ventura                               |                 |
| - 1995 - (15. gála) | Jim Carrey                                                     | Dumb és Dumber – Dilibogyók           | Dumb and Dumber                               | Lloyd Christmas                           |                 |
| - 1995 - (15. gála) | Jim Carrey                                                     | A Maszk                               | The Mask                                      | Stanley Ipkiss/A Maszk                    |                 |
| - 1995 - (15. gála) | Chris Elliott                                                  | A hajó hülyéje                        | Cabin Boy                                     | Nathaniel Mayweather                      |                 |
| - 1995 - (15. gála) | Chris Isaak                                                    | A kis Buddha                          | Little Buddha                                 | Dean Conrad                               |                 |
| - 1995 - (15. gála) | Shaquille O’Neal                                               | Csont nélkül                          | Blue Chips                                    | Deon                                      |                 |
| - 1996 - (16. gála) |                                                                | Elizabeth Berkley                     | Showgirls                                     | Showgirls                                 | Nomi Malone     |
| - 1996 - (16. gála) | Amy, a beszélő gorilla                                         | Kongó                                 | Congo                                         |                                           |                 |
| - 1996 - (16. gála) | David Caruso                                                   | Jade                                  | Jade                                          | David Corelli                             |                 |
| - 1996 - (16. gála) | David Caruso                                                   | Megérint a halál                      | Kiss of Death                                 | Jimmy Kilmartin                           |                 |
| - 1996 - (16. gála) | Cindy Crawford                                                 | Tiszta játszma                        | Fair Game                                     | Kate McQuean                              |                 |
| - 1996 - (16. gála) | Julia Sweeney                                                  | Pat, a rejtélyes                      | It's Pat: The Movie                           | Pat Riley                                 |                 |
| - 1996 - (16. gála) | Julia Sweeney                                                  | Stuart, a család megmentője           | Stuart Saves His Family                       | Mea C.                                    |                 |
| - 1997 - (17. gála) |                                                                | Pamela Anderson                       | Barb Wire – Bosszúálló angyal                 | Barb Wire                                 | Barb Wire       |
| - 1997 - (17. gála) | Beavis és Butt-head                                            | Beavis és Butt-Head lenyomja Amerikát | Beavis and Butt-head Do America               |                                           |                 |
| - 1997 - (17. gála) | Ellen DeGeneres                                                | Szép szőke herceg                     | Mr. Wrong                                     | Martha Alston                             |                 |
| - 1997 - (17. gála) | A Jóbarátok „mozisztár-akarok-lenni” szereplői:                |                                       |                                               |                                           |                 |
| - 1997 - (17. gála) | Jennifer Aniston                                               | Ő az igazi                            | She's the One                                 | Renee Fitzpatrick                         |                 |
| - 1997 - (17. gála) | Lisa Kudrow                                                    | Anya                                  | Mother                                        | Linda                                     |                 |
| - 1997 - (17. gála) | Matt LeBlanc                                                   | Ed – Madarat tolláról                 | Ed                                            | Jack "Deuce" Cooper                       |                 |
| - 1997 - (17. gála) | David Schwimmer                                                | Julie De Marco                        | The Pallbearer                                | Tom Thompson                              |                 |
| - 1997 - (17. gála) | Az új „komoly” Sharon Stone                                    | Az ördög háromszöge                   | Diabolique                                    | Nicole Horner                             |                 |
| - 1997 - (17. gála) | Az új „komoly” Sharon Stone                                    | Az utolsó tánc                        | Last Dance                                    | Cindy Liggett                             |                 |
| - 1998 - (18. gála) |                                                                | Dennis Rodman                         | Nyerő páros                                   | Double Team                               | Yaz             |
| - 1998 - (18. gála) | Az animált anakonda                                            | Anakonda                              | Anaconda                                      |                                           |                 |
| - 1998 - (18. gála) | Tori Spelling                                                  | Jackie O őrült szenvedélye            | The House of Yes                              | Lesly                                     |                 |
| - 1998 - (18. gála) | Tori Spelling                                                  | Sikoly 2.                             | Scream 2                                      | önmaga                                    |                 |
| - 1998 - (18. gála) | Howard Stern                                                   | Intim részek                          | Private Parts                                 | önmaga                                    |                 |
| - 1998 - (18. gála) | Chris Tucker                                                   | Az ötödik elem                        | The Fifth Element                             | Ruby Rhod                                 |                 |
| - 1998 - (18. gála) | Chris Tucker                                                   | Pénz beszél...                        | Money Talks                                   | Franklin Hatchett                         |                 |
| - 1999 - (19. gála) |                                                                | Joe Eszterhas                         |                                               | An Alan Smithee Film: Burn Hollywood Burn | önmaga          |
| - 1999 - (19. gála) | Jerry Springer                                                 |                                       | Ringmaster                                    | Jerry Farrelly                            |                 |
| - 1999 - (19. gála) | Barney                                                         | Barney nagy kalandja                  | Barney's Great Adventure: The Movie           |                                           |                 |
| - 1999 - (19. gála) | Carrot Top                                                     | Répafej, a főnök                      | Chairman of the Board                         | Edison                                    |                 |
| - 1999 - (19. gála) | Spice Girls                                                    | Spice World                           | Spice World                                   |                                           |                 |